# Ludwig Minelli
Ludwig Amadeus Minelli (Zurigo, 5 dicembre 1932) è un avvocato e attivista per i diritti umani svizzero.

## Biografia
Il 17 maggio 1998 ha fondato a Forch (Zurigo), Dignitas, organizzazione senza scopo di lucro che si pone l'obiettivo di fornire assistenza per il suicidio assistito a soggetti malati terminali. È inoltre fondatore e segretario generale della Società Svizzera per la Convenzione europea dei diritti dell'uomo.
È tra i più noti sostenitori del suicidio assistito e dell'eutanasia. Le sue posizioni e la sua associazione hanno in più occasioni suscitato dibattito internazionale.
Autore di varie pubblicazioni sull'argomento, Minelli ha un Master of Laws, ottenuto presso l'Università di Zurigo, suo ateneo di formazione. Divorziato, ha due figlie, una delle quali collabora alla gestione amministrativa di Dignitas.